# 小玉夕美子
小玉夕美子（こだま ゆみこ、12月5日 - ）は、日本のモデル。秋田県秋田市出身。ステラ所属。

## 概要・人物
- 秋田県秋田市出身。秋田和洋女子高等学校卒業。
- 2009年に秋田県初となるモデル事務所「Stella」が設立し、その一期生として活動。
- モデル以外にも、パーソナリティー、イベントMCなど活動の幅を広げている。
- FM秋田「ex超兄貴」で「SEXYex」というコーナーを担当し、ラジオデビューを果たす。
- FM秋田「BLAUBLITZ on the wave」のパーソナリティーを行いながら、ブラウブリッツ秋田のホームゲームでは、スタジアムDJアシスタントを行なっている。
- ファン、サポーターからは「たまちゃん」という愛称で呼ばれ、親しまれている。
- 男鹿ナマハゲロックフェスティバルには2015年からMCを行い、ONRFには欠かせない存在。

## エピソード
- 初めてのラジオ「ex超兄貴」で、パーソナリティーから貧乳イジりを受けていたが、「BよりのA」という貧乳ではないアピールをしていた。
- ブラウブリッツ秋田のホームゲーム戦で、言葉をよく噛むため周囲から「神たま」と呼ばれ、噛めば試合に勝つという迷信がある。

## 活動履歴

### ラジオ
- エフエム秋田]「ex超兄貴」
- エフエム秋田「BLAUBLITZ on the wave」
- エフエム秋田「DaDa Smart RADIO」(ドーダスマートレディオ)
- エフエム秋田「人形町酒店」
- ABSラジオ「ごくじょうラジオ」
- ABSラジオ「まちなかsessionエキマイク」

### テレビ
- CNA秋田ケーブルテレビ「し〜なチャン」水曜日コメンテーター
- 秋田放送「エビス堂ゴールド」
- CNA秋田ケーブルテレビ「あきた酒蔵紀行」
- CNA秋田ケーブルテレビ「大曲花火競技大会特番」
- CNA秋田ケーブルテレビ「湯めぐり旅気分」
- ABS秋田放送「畑は笑顔」

### MC
- 大ハーレー展2011
- 東映キャラクターショー
- 秋田県種苗交換会
- 第29回 国民文化祭あきた プレ国文祭
- よしもとお笑いライブ
- 美の国あきた冬まつり
- NBA秋田チャリティーカクテルパーティー